# (5788) 1992 NJ
Az (5788) 1992 NJ egy kisbolygó a Naprendszerben. Robert H. McNaught fedezte fel 1992. július 1-én.